# 153. attackflygdivisionen
153. attackflygdivisionen även känd som Olle Gul var en attackflygdivision inom svenska flygvapnet som verkade i olika former åren 1948–1967. Divisionen var baserad på Söderhamns flygplats söder om Söderhamn.

## Historik
Olle Gul var 3. divisionen vid Hälsinge flygflottilj (F 15), eller 153. attackflygdivisionen inom Flygvapnet, och bildades 1948 som en jaktflygdivision. Genom försvarsbeslutet 1958 beslutades att Hallands flygflottilj (F 14) skulle avvecklas. Rollen som attackflygflottilj skulle istället övertas av F 15. Olle Gul var den division vid F 15 som blev sist ut med att omorganiseras till en attackflygdivision, vilket skulle vara genomfört till 1962. Den 29 april 1961 överfördes de sista attackflygplanen från Hallands flygflottilj.
Innan divisionen påbörjade sin omskolning till Lansen kom den att bistå med att utbilda flygförare och teknisk personal till det österrikiska flygvapnet. Då Österrike den 1 juli 1961 köpte femton J 29F Tunnan, vilka vid den tidpunkten var baserade i Söderhamn. Efter utbildningen var genomförd samt att flygplanen var levererade, omskolades Olle Gul 1962 till Lansen. Något som troligtvis gjordes den 1 oktober 1961. Då Hallands flygflottilj med dess sista flygdivision officiellt upplöstes den 30 september 1961.
Från slutet av 1960-talet präglades Flygvapnet, på grund av Viggenprojektet, av ekonomiska besparingar, vilket fick CFV Lage Thunberg att 1967 vakantsätta åtta flygdivisioner inom Flygvapnet, något som bland annat drabbade Olle Gul. Divisionen vakanssattes den 30 juni 1967, vilket dock i praktiken betydde att den upplöstes. Divisionen kom därmed aldrig ombeväpnas från A 32A Lansen till AJ 37 Viggen. Divisionens lokaler kom senare att övertas av en Målflyggrupp som bildades 1970. Målflyggruppen övertog ett antal J 32B från Jämtlands flygflottilj (F 4), och hade som uppgift, förutom att agera målflyg, att upprätthålla kompetensen inom Flygvapnet på J 32B. I december 1971 överfördes Målflyggruppen till Malmslätt. I Malmslätt bildades Målflygdivisionen (MFD) tillsammans med den Målflyggrupp som fanns vid Östgöta flygflottilj (F 3).

## Materiel vid förbandet
| Jaktflygplan - 1948–1952: J 21 - 1952–1956: J 28 Vampire - 1956–1960: J 29 Tunnan | Attackflygplan - 1960–1967: A 32 Lansen |

## Förbandschefer
Divisionschefer vid 153. attackflygdivisionen (Olle Gul) åren 1948–1967.
- 1948–1967: ?

## Anropssignal, beteckning och förläggningsort
| Olle Gul | 1948-??-?? | – | 1967-06-30 |

| 153. jaktflygdivisionen   | 1948-??-??  | – | 1961-09-30? |
| 153. attackflygdivisionen | 1961-10-01? | – | 1967-06-30  |

| Söderhamns flygplats (F) | 1948-??-?? | – | 1967-06-30 |